# بروویلر
بروویلر (به فرانسوی: Brouviller) یک کمون در فرانسه است که در Canton of Phalsbourg واقع شده‌است.

## خصوصیات
بروویلر ۱۱٫۲۴ کیلومترمربع مساحت و ۴۳۲ نفر جمعیت دارد و ۳۳۰ متر بالاتر از سطح دریا واقع شده‌است.